# آشوب (فیلم ۲۰۰۵)
آشوب یا هرج‌ومرج (به انگلیسی: Chaos) یک فیلم اکشن و دلهره‌آور محصول سال ۲۰۰۵ با بازی جیسون استاتهام، رایان فیلیپ و وسلی اسنایپس به نویسندگی و کارگردانی تونی گیگلیو است. این فیلم در ۱۵ دسامبر ۲۰۰۵ در امارات متحده عربی اکران شد، اما تا بیش از دو سال بعد در آمریکای شمالی اکران نشد، و در آخر در ۱۹ فوریه ۲۰۰۸ مستقیماً روی دی‌وی‌دی توزیع شد.
این فیلم محصول مشترک بریتانیا، کانادا و ایالات متحده بود. فیلمبرداری اصلی در سیاتل، واشینگتن و ونکور، بریتیش کلمبیا، در مکان‌هایی از جمله دانشگاه سیمون فریزر و پل خیابان بورارد انجام شد.

## خلاصه داستان
داستان برگرفته از نظریه آشوب است دربارهٔ یک گروه سارق مسلح است که به بانکها حمله کرده و از حساب فردی سرقت می‌کنند و پلیسانی که به دنبال این افراد هستند عباتند از یک مأمور ابقا شده (زیرا سارقان بانک فقط چنین بازرس معلق شده‌ای را قبول دارند) با بازی جیسون استاتهام و دستیارش که فرزند یک پلیس اسطوره‌ای است و با بازی رایان فیلیپ دستیار متوجه می ود که سارقان به‌طور رمزی از نظریه آشوب حرف می‌زنند و با دقت بیشتری تمام مدارک را بررسی می‌کند تا به نتیجه می‌رسد باید به دنبال چه فراد سابق‌داری برود و متوجه می‌شود هدف آن‌ها سرقت یک میلیارد دلار پول بوده‌است که از طریق ویروس‌ها دزدی می‌شود و پس از دستگیر کردن مظونان می‌فهمد که بمبی در ساختمان است و تمام افراد موفق به فرار می‌شوند جز سربازرس کانِرز (سربازرس و مأمور کارکشته) و سپس دستیار (بازرس دِکِر) موفق به کشتن بمبگذار یعنی لورنز (با بازی وسلی اسنایپس) می‌شود و سپس بررسی بیشتر دستیار را به این نتیجه می‌رساند که عاملی نفوذی در پلیس بوده‌است و لونز همکار کانرز بوده‌است و نام درست او یورک است با بازرسی از خانه کانرز متوجه می‌شود که او باید زنده باشد و در حال فرار سپس به فرودگاه می‌رود و تلفنی با او صحبت می‌کند و می‌فهمد که تمام این دزدی‌ها (که نقش فرد مثبت فیلم را داشت) کار او بوده‌است؛ و روش استفاده از نظریه آشوب برای گمراه کردن پلیس نیز نقشه او بوده‌است و در آخر فیلم می‌بینیم که او فرار می‌کند.

## بازیگران
- جیسون استاتهام … بازرس کانرز
- رایان فیلیپ … شان دِکِر
- وسلی اسنایپس … لورنز / جیسون یورک
- هنری چرنی … مارتین جکینس
- جاستین ودل … تدی کالوی
- نیکلاس لی … وینسنت دورانو